# Grupo de Ejércitos H
El Grupo de Ejércitos H (en alemán: Heeresgruppe H) fue una unidad militar del Ejército alemán que participó en la Segunda Guerra Mundial.
Se creó el 11 de noviembre de 1944 en la zona de los Países Bajos con la combinación de personal del Grupo de Ejércitos Kleffel y parte del Grupo de Ejércitos Serbia. En el curso de la operación llevada a cabo por el 21.er Grupo Ejércitos del Reino Unido en marzo de 1945 fue destruido. El 7 de abril de 1945 fue rebautizado como Oberbefehlshaber Nordwest. El 8 de mayo de 1945, se entrega al mariscal de campo Bernard Montgomery en torno a Lüneburg.

## Comandantes
| N.º | Retrato | Comandante                                    | Desde                  | Hasta               |
| --- | ------- | --------------------------------------------- | ---------------------- | ------------------- |
| 1   |         | Generaloberst Kurt Student (1890-1978)        | 1 de noviembre de 1944 | 28 de enero de 1945 |
| 2   |         | Generaloberst Johannes Blaskowitz (1883-1948) | 28 de enero de 1945    | 15 de abril de 1945 |
| 3   |         | Generalfeldmarschall Ernst Busch (1885-1945)  | 15 de abril de 1945    | 4 de mayo de 1945   |

## Orden de batalla
Frente Occidental

### Composición de diciembre de 1944
- 607° Regimiento de Comunicaciones
- 1° Ejército de Paracaidistas
- 15° Ejército

### Composición en enero de 1945
- 607° Regimiento de Comunicaciones
- 1° Ejército de Paracaidistas
- 25° Ejército